# Мурхаус, Джослин
Джослин Дениз Мурхаус (англ. Jocelyn Moorhouse; род. 4 сентября 1960[…], Мельбурн) — австралийский кинорежиссёр, сценарист. Наиболее известна как режиссёр фильмов «Доказательство», «Лоскутное одеяло», «Тысяча акров» и «Месть от кутюр». Лауреат двух премий Австралийской академии кинематографа и телевидения за фильм «Доказательство».
Мурхаус работала вместе со своим мужем, режиссёром П. Дж. Хоганом, над фильмами «Свадьба Мюриэл» (1994) и «Псих» (2012).

## Биография
Мурхаус родилась в Мельбурне, штат Виктория. В 1978 году окончила школу Vermont High, где её мать преподавала искусство, — ту же самую школу, в которой несколькими годами ранее училась Джиллиан Армстронг. Затем поступила в Австралийскую школу кино, телевидения и радио (AFTRS).
В 1983 году во время учёбы в AFTRS Мурхаус сняла свой первый короткометражный фильм «Павана». Окончила AFTRS в 1984 году и начала работать редактором телевизионных сценариев.
В 1988 году создала 12-серийный сериал «Бартоны» для ABC Television, основанный на одном из её короткометражных фильмов, снятых в AFTRS, под названием «The Siege of Barton’s Bathroom». Среди других телешоу, над которыми она работала, — «Летающие врачи», «Из голубизны», «Место, которое можно назвать домом» и «Человек-шалтай-болтай».
Мурхаус дебютировала в полнометражном кино в 1991 году, сняв фильм «Доказательство». Идея фильма возникла благодаря её интересу к слепоте и фотографии. Изначально она планировала снять короткометражный фильм, но, не сумев найти финансирование для короткометражки, решила сделать из неё полнометражный фильм. На производство ушло пять лет, бюджет составил 1,1 млн долларов. Съёмки фильма проходили в Мельбурне зимой 1990 года и заняли шесть недель.
Успех фильма «Доказательство» принёс Мурхаус новые возможности. В 1995 году она сняла свой первый «голливудский блокбастер» — «Лоскутное одеяло». В фильме, получившем смешанные отзывы, сыграли Энн Бэнкрофт, Вайнона Райдер, Кейт Неллиган, Дермот Малруни и Элфри Вудард..
Следующим её полнометражным фильмом стал «Тысяча акров», снятый в 1997 году, экранизация романа Джейн Смайли, получившего Пулитцеровскую премию. Фильм рассказывает об отношениях между отцом и тремя дочерьми, когда в их жизни происходит трагедия. В фильме снялись Джессика Ланж, Мишель Пфайффер, Дженнифер Джейсон Ли и Джейсон Робардс, и он также получил смешанные отзывы. В 1999 году Хоган и Мурхаус через компанию Hogan Moorhouse Pictures подписали контракт с Sony.
В 2012 году Мурхаус поставила пьесу «Секс с незнакомцами» для Сиднейской театральной компании, которая получила хорошие отзывы в интернет-журнале Crikey.
В фильме «Месть от кутюр» (2015) снялись Кейт Уинслет, Джуди Дэвис, Лиам Хемсворт и Хьюго Уивинг. Фильм снят по роману Розали Хэм и рассказывает о портнихе, которая возвращается в свой дом в Австралии, чтобы позаботиться о своей больной, психически неуравновешенной матери.
В 2021 году Мурхаус снял для ABC Television восьмисерийный телевизионный криминальный сериал «Троппо», действие которого происходит в Северном Квинсленде. Премьера сериала состоялся в феврале 2022 года.
Мурхаус была продюсером фильмов своего мужа «Свадьба Мюриэл» в 1994 году и «Псих» в 2012 году, а также сценаристом его фильма «Безусловная любовь» 2002 года.

### Личная жизнь
Мурхаус замужем за режиссером П. Дж. Хоганом. У них четверо детей, двое из которых страдают аутизмом.
В апреле 2019 года Мурхаус рассказала в программе телеканала ABC о том, как развивались их отношения и как рождение детей повлияло на их личную и профессиональную жизнь, включая переезд из США обратно в Австралию.
Ее мемуары, в которых Мурхаус пишет о своей карьере, а также о личной и семейной жизни, — Unconditional Love: A Memoir of Filmmaking and Motherhood, опубликованы в апреле 2019 года.